# Mauricio Pinilla
Mauricio Ricardo Pinilla Ferrera, né le 4 février 1984 à Santiago du Chili, est un footballeur international chilien. Il évolue au poste d'attaquant au Coquimbo Unido.

## Biographie

### En club
Ses droits sportifs ont été partagés entre le Sporting CP et l'Inter Milan. Ce dernier l'avait acheté à son club formateur, l'Universidad Chile, mais ne l'a jamais utilisé. Il a ensuite été racheté par Heart of Midlothian avant de rejoindre Vasco da Gama, puis l'Apollon Limassol et enfin, en août 2009, l'US Grosseto FC. 
En juin 2010, après une très belle saison passée à l'US Grosseto FC, il signe à l'US Palerme pour quatre saisons et un transfert estimé à quatre millions d'euros. Le 25 janvier 2012, il est prêté avec option d'achat au Cagliari Calcio.

### En équipe nationale
Avec l'équipe du Chili, il participe à la Coupe du monde 2014. Lors du mondial organisé au Brésil, il joue trois matchs. Le Chili atteint les huitièmes de finale de la compétition, en étant éliminé par le pays organisateur.
Il remporte ensuite la Copa América en 2015, pour ce qui constitue le tout premier titre du Chili dans cette compétition.

## Palmarès
- Finaliste de la Coupe UEFA en 2005 avec le Sporting Portugal.
- Vainqueur de la Copa América en 2015 et 2016 avec l'équipe du Chili.